# Pierre Loyer
Pour les articles homonymes, voir Loyer.
Pierre Louis Marie Gabriel Loyer (Guingamp, 16 juin 1894 - Paris 5e, 19 mars 1983) fut le directeur du Service de l'artisanat du régime de Vichy.

## Biographie
Fils d'un officier de carrière, il décroche le titre d'ingénieur des Arts et Manufactures en 1920. Dans l'entre-deux-guerres, il travaille comme ingénieur-conseil en propriété industrielle, notamment à la Compagnie générale d'électricité. Il milite alors dans les mouvements ligueurs d'extrême-droite comme les Croix-de-feu et surtout à la ligue antijudéomaçonnique dont il est l'un des rédacteurs réguliers du bulletin mensuel. 
En 1939, il est mobilisé comme capitaine et il rejoint ensuite l'administration du ministère de l'Armement où il est nommé directeur-adjoint de la main d'œuvre. Il côtoie ensuite Jean Bichelonne au ministère de la Production industrielle qui le choisit pour prendre la tête du service de l'artisanat nouvellement créé. Il se fait remarquer par une politique autoritaire, source de nombreuses tensions avec les artisans, et par une collaboration jusqu'au-boutiste avec l'occupant avec qui il maintient des contacts jusqu'en août 1944. Après la libération de Paris, il se voit encore confier une mission de confiance par le maréchal Pétain. En 1945, il est révoqué du service lors de l'Epuration.